# Make Some Noise
Make Some Noise è il terzo album in studio del supergruppo statunitense The Dead Daisies, pubblicato nel 2016 dalla Spitfire Records.

## Descrizione
È un album che vede una profonda trasformazione della line-up: Richard Fortus e Dizzy Reed proprio nel 2016 prendono parte alla reunion dei Guns'n'Roses, quindi abbandonano la band: Reed non viene sostituito, mentre l'ex Whitesnake Doug Aldrich prende il posto di Fortus.

## Tracce
1. Long Way to Go – 3:15
2. We are All Fall Down – 3:52
3. Song and a Prayer – 4:45
4. Mainline – 5:46
5. Make some noise – 4:52
6. Fortunate Son – 8:33
7. Last Time I Saw the Sun – 4:19
8. Mine All Mine
9. How Does It Feel
10. Freedom – 7:02
11. All the Same
12. Join Together – 11:21

## Formazione
- John Corabi, voce, chitarra acustica
- David Lowy, chitarra
- Doug Aldrich, chitarra
- Marco Mendoza, basso
- Brian Tichy, batteria